# Gemeinde Gottes des siebenten Tages
Die Gemeinde Gottes des siebenten Tages (englisch Church of God (Seventh Day)) ist eine aus der adventistischen Bewegung hervorgegangene protestantische Freikirche. Der Ursprung der Kirche liegt in den USA und in Kanada, Gemeinden gibt es heute in mehr als zwanzig weiteren Ländern. Der Kirche gehörten 2010 nach eigenen Angaben weltweit etwa 300.000 Mitglieder an, externe Quellen nennen für 1995 60.000 Mitglieder.
Nicht alle unter dem Namen Gemeinde Gottes des siebenten Tages bzw. Church of God (Seventh Day) auftretenden Gemeinden gehören dieser Kirche an: In den USA kam es zu mindestens zwei Spaltungen der Kirche; auch die deutschen Gemeinden sind nur lose mit der US-amerikanischen Kirche verbunden.
Die Kirche entstand 1863 durch den Zusammenschluss von zwei Gruppen ehemaliger Siebenten-Tags-Adventisten aus Michigan und Iowa, die wenige Jahre zuvor diese Kirche verlassen hatten, da sie die Schriften von Ellen G. White ablehnten. Durch die Herausgabe der Zeitschrift The Hope of Israel (heutiger Titel The Bible Advocate) konnte die Kirche weitere Anhänger – vor allem im Mittleren Westen der USA – gewinnen.
Mit der Church of God (Seventh Day) in den USA verbunden sind die Evangelischen Christen des Sabbattages in Münster.
1933 spaltete sich in den USA aus diesem Verband die Church of God (7th day) – Salem Conference ab.
Wie so manche aus der Adventbewegung hervorgegangenen Kirchen hält die Gemeinde Gottes des siebenten Tages den Sabbat und erwartet die baldige Wiederkunft Jesu Christi. Sie kennt zwei Sakramente: Glaubenstaufe und Abendmahl (verbunden mit der Fußwaschung). Nach der Lehre der Kirche geschieht die Erlösung der Gläubigen durch die Gnade Gottes; Voraussetzung für die Gnade Gottes sind die Buße, das Befolgen der in den Zehn Geboten und den Evangelien festgehaltenen Regeln und das Tun guter Werke. Der Glaube an eine unsterbliche Seele sowie die Dreieinigkeitslehre werden zurückgewiesen (siehe Ganztodtheorie, Antitrinitarier). Einziger Feiertag der Kirche ist das jüdische Pessach-Fest, welches jedoch auch nicht von allen Gemeinden gefeiert wird. Alle anderen christlichen Feiertage werden abgelehnt.